# Tilandsie
Tilandsie (Tillandsia), česky též kykatka, je rod jednoděložných vytrvalých rostlin z čeledi broméliovitých. Domovem jsou jim jak pouštní oblasti, lesy tak i deštné pralesy. Rostou od nížin po horská pásma Jižní a Střední Ameriky a jižní oblasti Severní Ameriky. Mimo tyto oblasti se pěstují.
Tilansdie jsou epifyty, tj. organismy rostoucí na žijících rostlinách. Tilandsie jsou nazývány vzdušnými rostlinami, neboť jejich kořeny většinou slouží jen pro uchycení na stromech nebo skalách. Veškeré živiny sbírají tyto rostliny ze vzdušné vlhkosti. Čím mají dužnatější listy, tím obývají sušší prostředí.
Vzdušnou vlhkost a živiny absorbují tilandsie pomocí malinkých šupinek na listech tzv. trichomů. Rostliny jimi přijímají jak atmosférickou (tedy ve vzduchu rozpuštěnou), tak i dešťovou vodu. Množství těchto šupinek dává rostlinám charakteristické zbarvení – od běžného zeleného až po stříbrné či šedé. K tomu, aby šupinky dobře fungovaly, nestačí pouze to, aby ve vzduchu byla přítomna vzdušná vlhkost. Buď je nutné, aby vlhký vzduch v okolí rostlin proudil nebo musejí v průběhu dne a noci nastávat takové teplotní změny, aby se vlhkost vysrážela na šupinkách ve formě rosy.

## Pěstování
Tilansdie jsou nenáročné rostliny vhodné pro pěstování v bytech, sklenících a teráriích. Potřebují světlé místo, ideální je světlo rozptýlené. Tilandsie bývají také umísťovány do proskleného terária s umělým osvětlením. Řada druhů tilandsií roste bez problému i na místech, kde je přímé sluneční světlo a vyšší teploty, ale jejich pětování je náročnější na správné dávkování vody.
Kořeny tilandsií ztratily svou sací funkci a slouží pouze k ukotvení rostlin na kmenech stromů. Proto je až na výjimky zbytečné sázet tilandsie do květináčů se zeminou. Tento pro tilandsie nepřirozený způsob pěstování způsobuje úhynutí rostlin – rostliny mohou vlivem nadměrného a trvalého vlhka uhnít.
Aby byly rostliny tilandsie zdravé a vitální, potřebují pravidelné smáčení (rosení) povrchu těl vodu, nejlépe dešťovou. Náhradním řešením může být i balená pitná voda nebo destilovaná s příměsí hnojiva. Vhodné je hnojivo s minimem mědi, která je pro tilansie jedovatá. Rostliny zaléváme rosením dvakrát až čtyřikrát týdně, v případě horkých dnů, teplého umístění nebo přímého slunečního záření i častěji. Povrch rostliny nesmí zůstat dlouhodobě mokrý, tilandsie musí během několika hodin oschnout.
Tilandsie umisťujeme na dobře větrané místo. Snáší či vyžadují široký rozsah teplot v průběhu dne a noci. Nevystavujeme je teplotám pod 10 °C.
Při výběru druhů tilandsií a volbě způsobu pěstování platí důležitá zásada: čím je daný druh tilandsie sukulentnější (t.j. dužnatější, tlustší) a na povrchu stříbřitější, tím více přímého slunce, čerstvého proudícího vzduchu a kolísání teplot taková rostlina potřebuje či snese. A naopak, čím má tilandsie zelenější povrch a méně dužnaté listy, tím více jí vyhovuje vyšší zastínění a nepohyblivý, vlhký a dusný vzduch. V praxi to znamená, že stříbřité druhy pěstujeme volně v bytech a v sušších, dobře větraných a sklenících s kolísající teplotou, zelené tilandsie naopak umísťujeme do polouzavřených či zcela uzavřených a stinnějších pokojových vitrín, do vlhkých tropických skleníků a do málo větratelných terárií.
Po odkvětu, podobně jako ostatní broméliovité rostliny, již znovu nevykvetou a vytváří nové odnože. Tilandsie se množí pomocí odnoží nebo semen. Odnožují přímo ze základu mateřské rostliny nebo mezi jejími listy. Mladé výhonky oddělujeme od mateřské rostliny, když vyrostou přibližně do poloviny její velikosti. Reprodukce pomocí semen je velmi pomalá a nové rostliny dosáhnou dospělé velikosti až za několik let.